# 三遊亭圓之助
三遊亭 圓之助（さんゆうてい えんのすけ）は落語家の名跡。現在、名跡は空いている状態である。

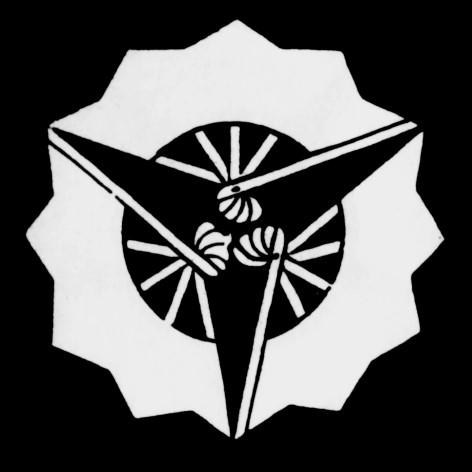
三遊亭圓之助定紋「高崎扇」

初代とされている橘家圓之助は本来、3代目である。初代橘家圓太郎と2代目三遊亭圓生の門に確認されている。
江戸
- 2代目三遊亭圓之助 - 後の3代目三遊亭小圓朝。
- 4代目三遊亭圓之助 - 後の4代目三遊亭小圓朝。

上方
- 笑福亭圓之助 - 後の2代目笑福亭福圓。

## 初代
本名は中村代次郎（1843年（天保14年）（逆算） - 1918年（大正7年）11月3日）。ただし、亭号は「三遊亭」ではなく「橘家」である。
三遊亭圓朝の最古参の弟子で1858年、9年ころに入門し春朝を名乗った。1861年ころに初代圓之助と改名し声色や芝居噺をやっていたが実績はほぼ皆無で1884年ころに三遊派の五厘（事務や斡旋の仕事を担当する者）を勤めていた。
実子に朝寝坊志らく（中村徳太郎）

## 3代目
三代目 三遊亭 圓之助（さんゆうてい えんのすけ、1929年4月25日 - 1985年4月26日）は、落語家。出囃子は『舌出し三番叟』。本名∶高橋 力。

### 経歴
東京都文京区大塚生まれ、元は建具職人。TBSラジオの「しろうと寄席」に出演をきっかけに玄人になる。
1956年6月に三代目三遊亭小圓朝に入門し、「三遊亭朝三」を名乗る。1959年9月、二ツ目昇進。1965年9月、真打昇進時と共に三代目三遊亭圓之助を襲名。
1980年6月脳溢血で倒れて半身不自由になり、修善寺リハビリテーションで1年間リハビリを行った。その後、公私にわたり師をサポートしていた弟子の三遊亭朝三を1984年5月に不慮の交通事故により失っている。しかし、同年8月11日の谷中・全生庵で行われた圓朝祭の「奉納落語」で『三人旅』を演じ、復帰へ向けてアピールした。その後は独演会などの高座に上がっていたが、1985年4月に国立演芸場で演じた「紺屋高尾」が最後の高座となり、同26日、心筋梗塞のため、東京都練馬区の北町病院で死去した。56歳没。

### 芸歴
- 1956年6月 - 三代目三遊亭小圓朝に入門、「朝三」を名乗る。
- 1959年9月 - 二ツ目昇進。
- 1965年9月 - 真打昇進、「三代目三遊亭圓之助」を襲名。

### 人物
NHKの銀河ドラマ『姉さんシリーズ』にも出演した。
前座・二ツ目に貧乏暮らしをしたことからエピソードも多い、俗に「貧乏の圓之助」と呼ばれる。
『長屋の花見』『小言念仏』『大工調べ』など長屋物の噺を得意とした。没後に出版された著書に、エッセイをまとめた『はなしか稼業』がある。

### 家族
- 妻 - 漫才師大江笙子・茂の娘
- 実子 - 四代目三遊亭小圓朝

### 弟子
- 三遊亭朝三

### 出演
- 源義経（1966年、NHK）
- いちばん星（1977年、NHK)
- 大河ドラマ 黄金の日日（1978年）第34話『大洪水』- 大村由己
- コメットさん（1978年、TBS）第35話「恋はやさし野辺の花よ」
- 必殺からくり人・富嶽百景殺し旅 第11話「甲州三坂の水面」（1978年、ABC / 松竹） - 富蔵
- 桃太郎侍 第110話「惚れて笑って喧嘩して」（1978年、NTV）- 雲福亭喜楽
- 気まぐれ本格派 第26話「結婚写真を撮らないで!!」（1978年、NTV）- 写真屋
- マー姉ちゃん 第61話（1979年、NHK）- 落語家

### 書籍
- 『はなし家稼業』（平凡社、1993年）（平凡社ライブラリー、1999年)

## 上方
橘家 圓之助（たちばなや えんのすけ、本名∶今堀 勝弘、1934年（昭和9年）2月10日 - ）は、元落語家。
1953年9月に橘ノ圓都に入門し圓之助。のちに落語を廃業し1967年に音楽ショウ「浮世わたるカルテット」に堀京司の名で参加。
そこも離れ、漫才師になり山乃凡々の名で梅乃凡々と組む。解消後に漫談に転じたが、そこも辞め芸能マネージャーとなる。ラジオでの2代目桂ざこばの発言によるとその後はうどん屋になったという。

## 註
1. ↑  弘文出版「落語」1984年第21号 P108-P109より。
2. ↑  朝日新聞1984年11月27日夕刊